# Juan Pantoja de la Cruz

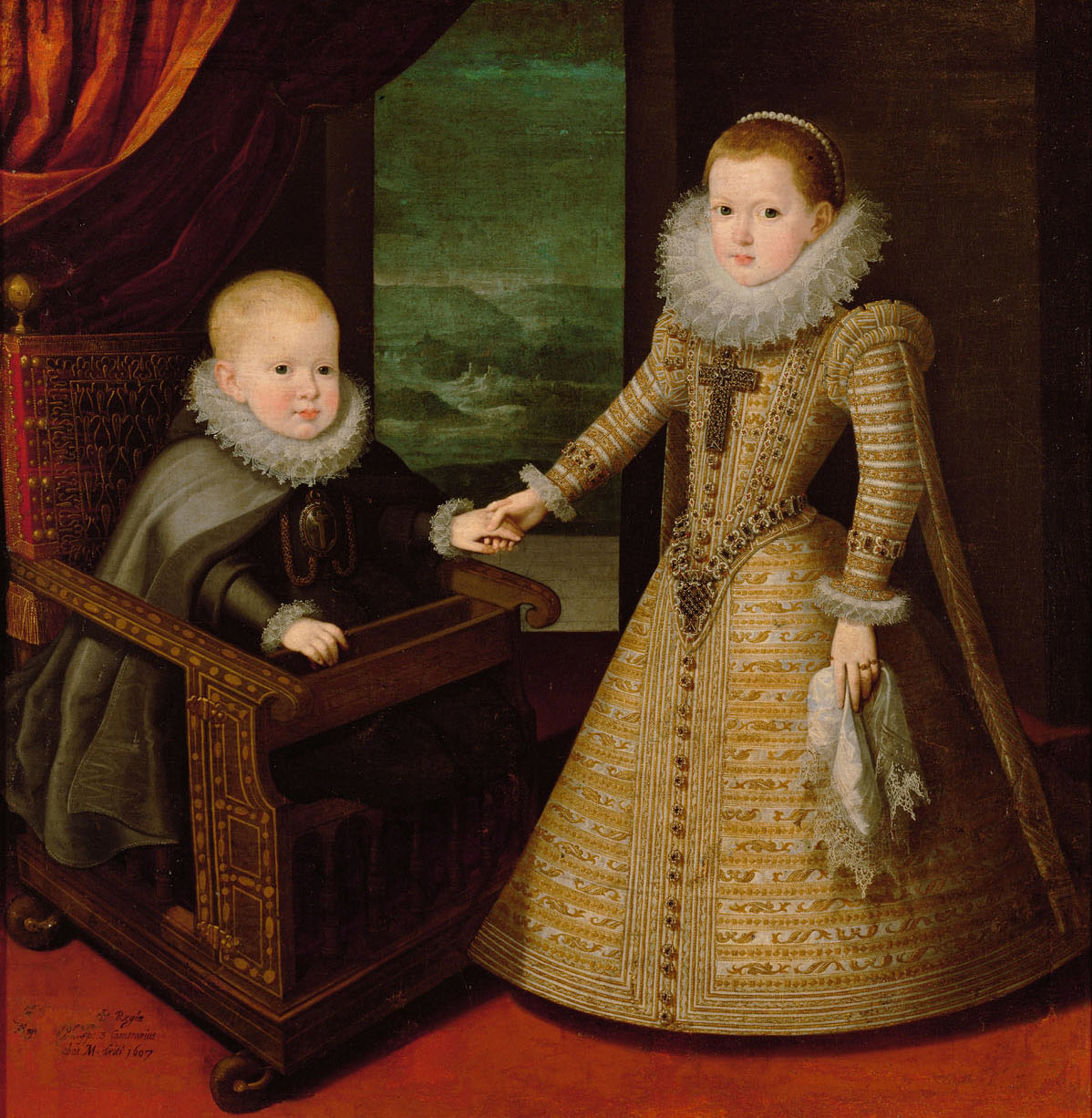
Ritratto di re Filippo IV di Spagna e sua sorella, l'Infanta Anna, 1607, Kunsthistorisches Museum

Ritratto di re Filippo III, 1608, Musée du Louvre

Juan Pantoja de la Cruz (Valladolid, 1553 – Madrid, 26 ottobre 1608) è stato un pittore spagnolo.

## Biografia
Allievo del pittore di corte Alonso Sánchez Coello, probabilmente rimase nel suo atelier ben oltre il completamento dell'apprendistato diventando, dopo la morte del maestro, pittore di corte a sua volta per Filippo II di Spagna (1588). Dopo l'ascesa al trono di Filippo ricevette la nomina di "Pintor de Cámara".
Fu innanzitutto ritrattista della Real Casa, che accompagnò negli spostamenti a Valladolid, Burgos, Lerma e all'Escorial, nonché dei membri dell'alta aristocrazia spagnola. 
Tra il 1600 e il 1607 dipinse ben 66 ritratti di 39 membri diversi della famiglia reale, in cui sono evidenti gli influssi del manierismo estremo e dell'arte controriformata, facendo da modello per i suoi successori, compreso Diego Velázquez.
Come artista di temi sacri inserì spesso i suoi benefattori nelle scene. Occasionalmente praticò anche il bodegón (natura morta), l'affresco di soffitti (nessuno dei quali ci è pervenuto tuttavia).